# Kétszínű likacsosgomba
A kétszínű likacsosgomba (Gloeoporus dichrous) a Meruliaceae családba tartozó, kozmopolita elterjedtségű, lombos és tűlevelű fák elhalt törzsén élő, nem ehető gombafaj. 

## Megjelenése
A kétszínű likacsosgomba termőteste kb. 0,5-5 cm széles, akár 10 cm hosszú és 0,5 cm vastag szabálytalan körvonalú bevonatot képez az aljzaton, a szélén visszahajló kisebb-nagyobb félkör alakú konzolos részei is lehetnek. A szomszédos termőtestek összenőhetnek. Széle hullámos, lebenyes. A konzolok felső felszíne bársonyos vagy finoman szőrös, idősen sima. Színe felül és a szélein fehér vagy krémszínű, néha kissé zónázott lehet.
A pórusos szerkezetű termőréteg a konzolok alján, vagy az elterülő termőest felső felületén található. A pórusok kerekek vagy szögletesek, igen kicsik (4-6 db/mm). A csövek legfeljebb 1 mm mélyek. Színe fiatalon vörösesbarna, narancsbarna, öregedve egyre barnább, szárazon lilás színű. Fiatalon a termőréteg gumiszerűen rugalmas, egybefüggően leválasztható.
Húsa vékony, fiatalon laza, vattaszerű, fehér; idősen szívós és barnás. Szaga és íze nem jellegzetes.
Spórapora barna. Spórája kolbász alakú, sima, inamiloid, mérete 3,5-5,5 x 0,7-1,5 µm.

### Hasonló fajok
A borostás egyrétűtapló hasonlíthat hozzá. 

## Elterjedése és termőhelye
Az Antarktisz kivételével minden kontinensen előfordul. Magyarországon ritka. 
Lombos fák, ritkábban fenyők elhalt vastagabb ágain, törzsén található meg, azok anyagában fehérkorhadást idéz elő. A termőtest évelő, egész évben látható.  

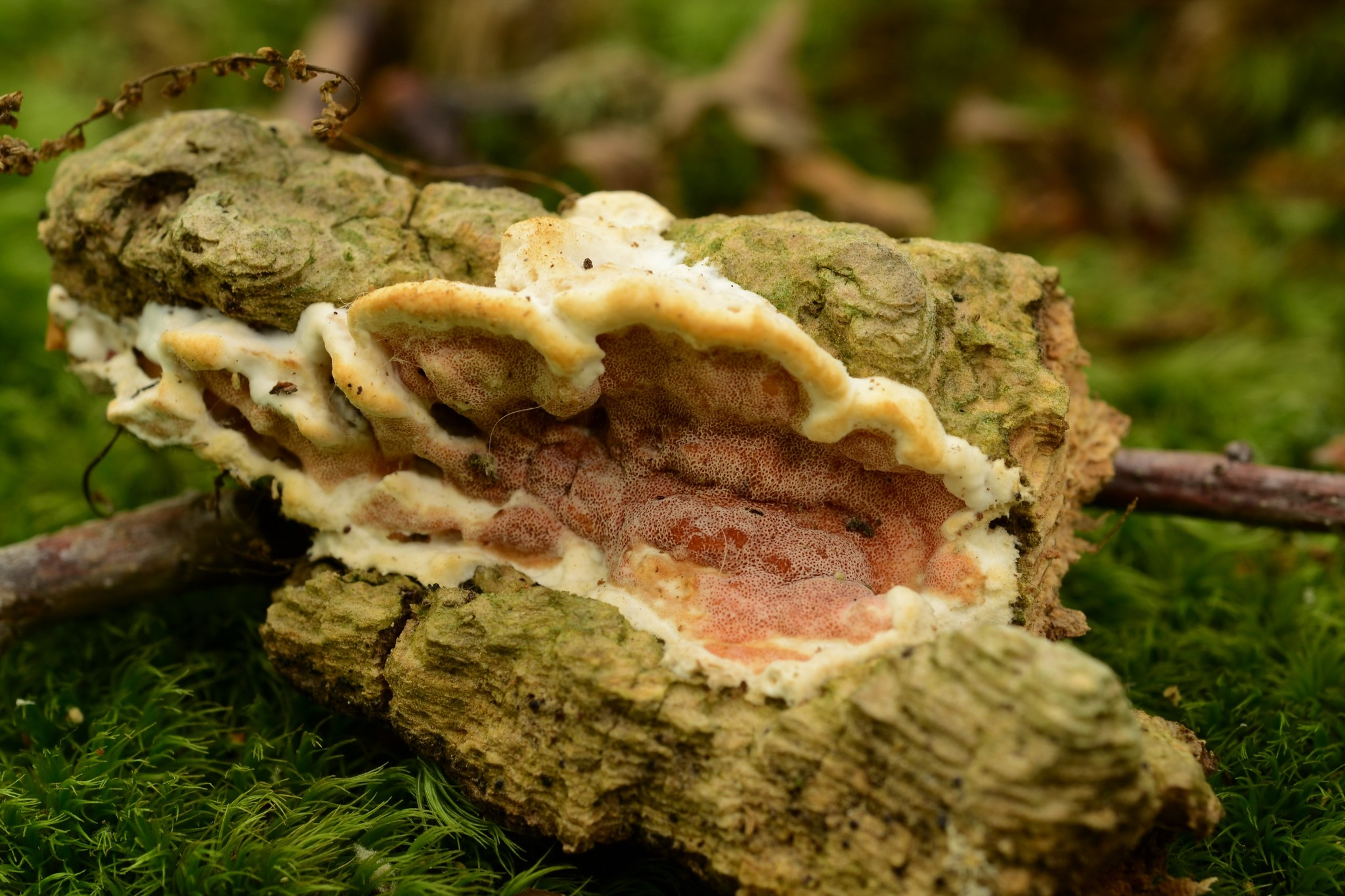
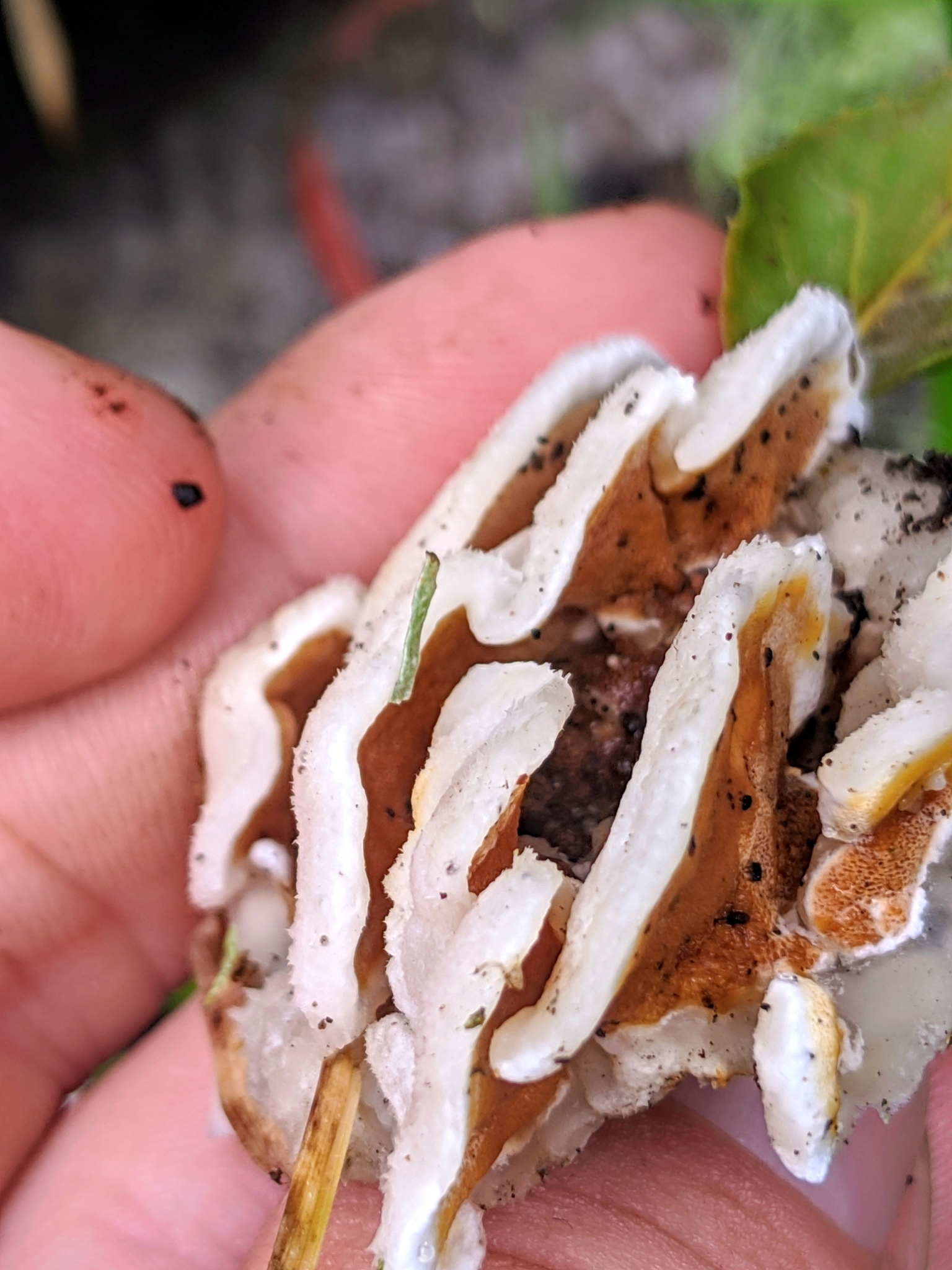
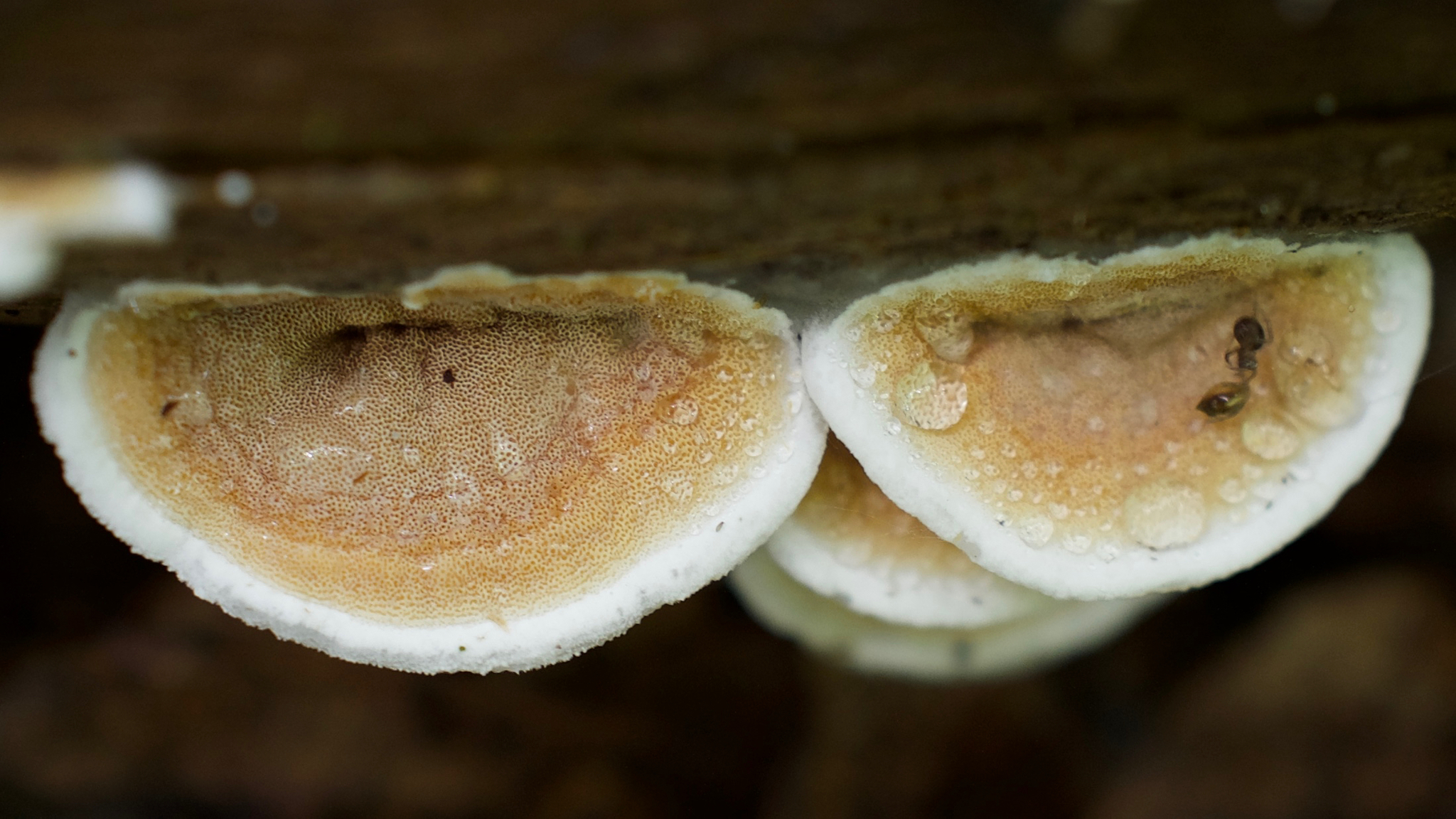
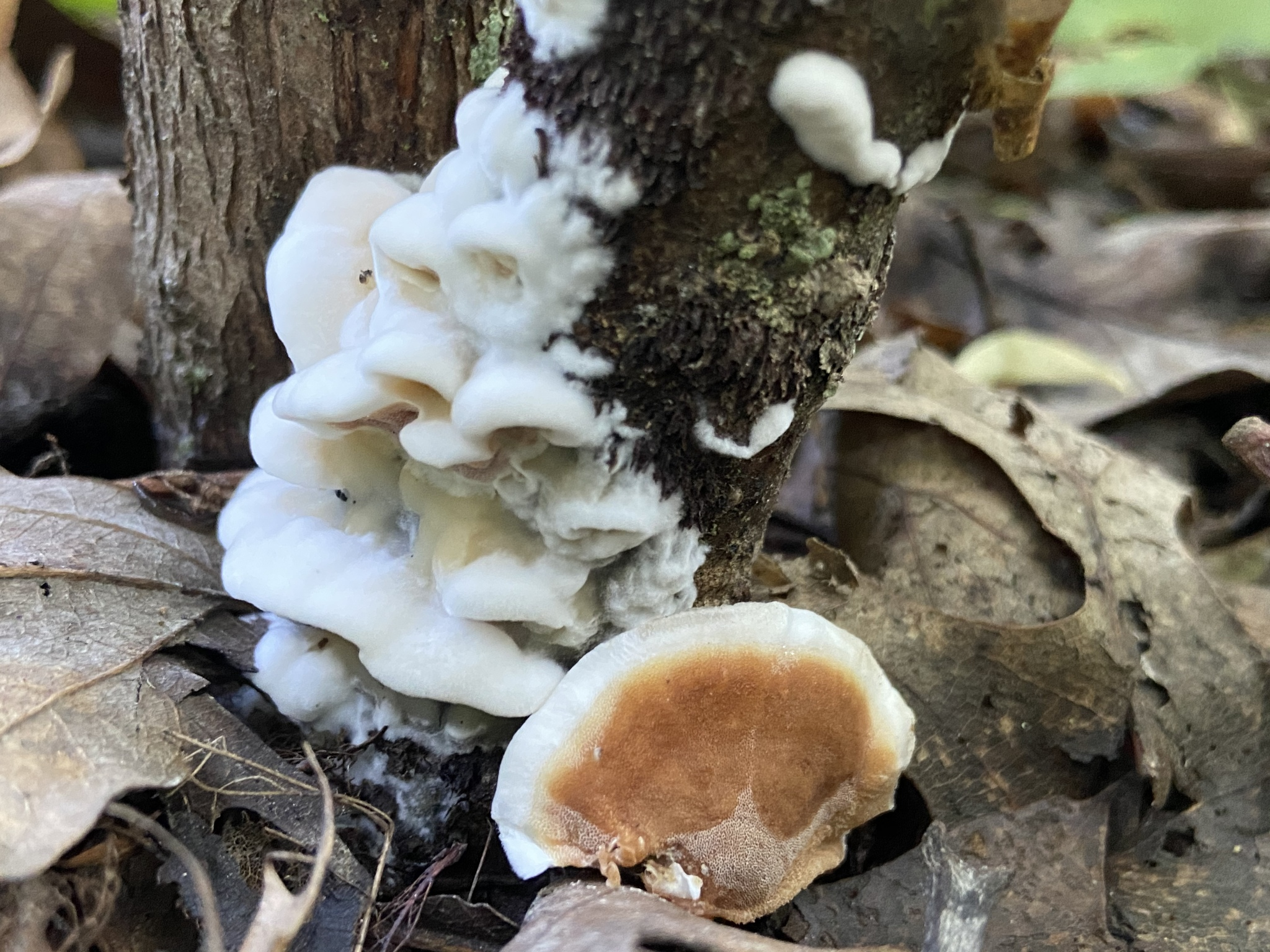
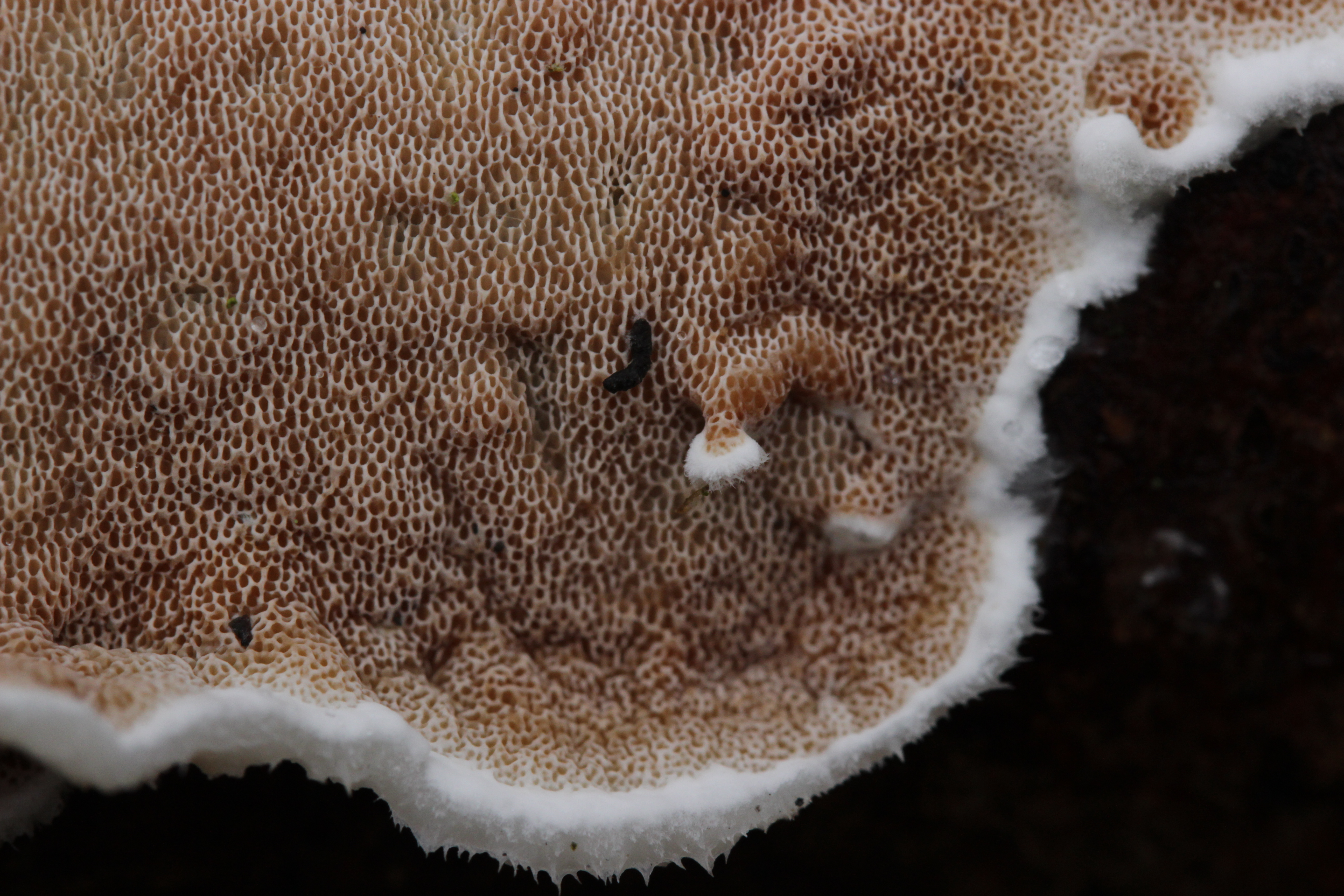

Nem ehető. 